# Agrilinus hasegawai
Agrilinus hasegawai är en skalbaggsart som beskrevs av Shuhei Nomura och Takeshiko Nakane 1951. Agrilinus hasegawai ingår i släktet Agrilinus och familjen Aphodiidae.

## Underarter
Arten delas in i följande underarter:
- A. h. akahane
- A. h. aka